# نبرد سیلوان (۵۸۸)
نبرد سیلوان در تابستان ۵۸۸ در سیلوان میان روم شرقی (بیزانس) و شاهنشاهی ساسانی رخ داد که با پیروزی بیزانس همراه بود.